# オステンド・マニフェスト

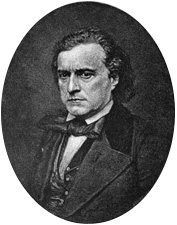
ピエール・スーレ、オステンド・マニフェストの陰の推進者

オステンド・マニフェスト（英: Ostend Manifesto、またはオステンド声明）は、1854年に書かれた文書であり、アメリカ合衆国がスペインからキューバを購入すべきこと、スペインがこれを拒んだ場合はスペインに宣戦布告すべきことの論拠を展開したものである。キューバの併合はアメリカ合衆国拡張主義者にとって以前からの目標になっており、特に1850年にカリフォルニア州が州に昇格してからその視点は南を向いていた。しかしアメリカは外交的には、キューバがイギリスやフランスのような強国の手に渡らない限り、スペイン領のままであることに満足していた。これに対してオステンド・マニフェストは、アメリカ合衆国内での奴隷制度に関する議論、マニフェスト・デスティニーおよびモンロー主義の産物として、外交政策の転換を提案し、国家の安全保障という名目でキューバを手に入れるために武力を使うことを正当化したのである。
第14代アメリカ合衆国大統領フランクリン・ピアースの政権で、南部の拡張主義者達は奴隷州としてのキューバ獲得を要求していた。1854年のカンザス・ネブラスカ法はそうした動きに弾みをつけたが、その進め方についてはピアース内閣には確たる方針がなかった。アメリカ合衆国国務長官ウィリアム・マーシーの提案で、駐スペイン大使ピエール・スーレが駐英大使ジェームズ・ブキャナンおよび駐仏大使ジョン・ヤング・メイソンとベルギーのオステンドで会談し、この問題を検討した。その結果、エクス・ラ・シヤペルで起草され1854年10月に送付された報告書は、アメリカがキューバを購入することはあらゆる関係者に益のあるものであるという理由を述べ、スペインがこれを拒めばスペインから「力ずくで奪っても正当化される」と宣言していた。大胆なスーレは会合について秘密にしようとせず、ヨーロッパとアメリカ合衆国の双方で、会談が意図せず知られたことは、マーシーにとっては遺憾なことだった。1854年は政治的な不安定さが増している中のことであり、ピアース内閣は報告書の中身が知られた場合の政治的反動を恐れたが、ジャーナリストや政治家などからの圧力は上がり続けた。
この報告書は起草されてから4か月後に、アメリカ合衆国下院の強い要請で全文公開された。「オステンド・マニフェスト」と名付けられたこの文書は、即座に北部州とヨーロッパから非難を浴びた。後に「血を流すカンザス」と呼ばれた出来事の中では北部人の鬨の声として使われ、政治的な副産物はピアース政権にとって大きな挫折となり、事実上南北戦争が終わるまでキューバ併合の可能性は消えた。オステンド・マニフェストが実行されることは無かったが、アメリカ合衆国のその地域に対する関心は1870年代に再度浮上し、最終的にはキューバの独立に繋がっていった。

## 歴史的な背景
キューバはフロリダ州海岸の沖90マイル (140 km) に位置し、幾人かのアメリカ合衆国大統領の政権で併合が議論されていた。第3代トーマス・ジェファーソンや第6代ジョン・クインシー・アダムズは、キューバに対する大きな関心を表明しており、アダムズはジェームズ・モンロー政権下での国務長官時代に、「我が連邦の商業と政治の利益にとって極めて重要な対象となる」と表明していた。アダムズは後にキューバとプエルトリコを「北アメリカにとって自然の付属品」と表現し、キューバの併合は「合衆国自体の継続と一体性にとって欠くべからざるもの」とも言っていた。スペイン帝国の力が衰えるに連れて、アメリカ合衆国はジェファーソン時代に始まった非転移政策によってスペインの主権を尊重しており、イギリスやフランスのような強国の手に支配権が渡らない限り、キューバの最終的な吸収は避けられないと考えていた。
キューバはアメリカ合衆国南部の民主党にとって特別な重要性があった。その経済と政治の利益は、連邦にさらに別の奴隷州が加入することで最も良くなるはずだった。キューバには奴隷制度が存在し、その農業を基本とする経済と地理的な位置づけによって南部の影響下に入ることが分かっていた。キューバが連邦に入れば、その生活が北部の奴隷制度廃止運動家の攻撃に曝されていた南部の奴隷所有者の立場を大きく強化できるはずだった。北部の工業を中心とする地域に移民が増加し、人口を元に決められるアメリカ合衆国下院は北部が支配するようになっている中で、南部の政治家達は各州が同数の2議席を保有する上院で、壊れやすい力の平衡を保とうとしていた。奴隷制度の無い西部の州が連邦に加入するに連れて、南部の政治家達はキューバを次の奴隷州として求めるようになっていった。もしキューバが単一の州として連邦に加入すれば、ワシントンには2人の上院議員と9人の下院議員を送ることができた.。
民主党の中では、アメリカ合衆国の拡張を継続する議論で、拡張するか否かではなく、如何に早く拡張するかに重きを置いていた。急進派拡張主義者と「若いアメリカ運動」が1848年までに急速に牽引力を得てきており、その年にメキシコのユカタン地区を併合するかについての議論には、キューバに関する真剣な検討も含まれていた。モンロー主義の基本に抵触することに強く反対する慎重な拡張主義者と言われたジョン・カルフーンですら、「この島が然るべく国の手中に入らないことは、アメリカ合衆国の安全に欠かせないものである」、と同一歩調を採っていた。つまりイギリスのことに言及したと考えられる。ジェームズ・ポーク大統領はキューバの暴動を考慮する中で、フィリバスター（軍事支援家）のジョン・L・オサリバンからの懇請を拒み、あの島を獲得するようなことは「友好的な買い物」でなければならないというその信念を述べた。ポークからの命令で国務長官ジェームズ・ブキャナンは1億ドルの提案を用意したが、「スペイン高官はキューバが如何なる強国のものになるよりも早く、島を大洋に沈めてしまった方が良い」との回答だった。ポークの後のザカリー・テイラーとミラード・フィルモアのホイッグ党政権はこの問題を追及せず、キューバに向かう幾つかの遠征隊を連邦軍に阻止させて、フィルバスターに対してはむしろ厳しい姿勢で臨んだ。しかし、フランクリン・ピアースが1853年に大統領に就任すると、キューバ併合に取り組み始めた。

## ピアース政権
ピアースはその就任演説で「私の政権の政策は、拡張から来る如何なる臆病な悪の前兆にも支配されない」と述べた。奴隷制度は決められた目標ではなく、ましてやキューバの名前すら出ない中で、南北戦争前の時代の党の構造は、北部人に南部人の利益を訴えることを求めるので、ニューハンプシャー州出身のポークは奴隷州としてキューバを併合することを支持した。この目的のために拡張主義者をヨーロッパ中の外交ポストに指名し、特にキューバ併合の声高な提唱者であるピエール・スーレをスペインに送り込んだ。ピアース内閣で北部人といえば、ブキャナンのようなドウフェイス（南部に同調的な北部人）仲間であり、ブキャナンが民主党全国大会で大統領候補になれなかった後で駐英大使に指名した。また国務長官のウィリアム・マーシーもドウフェイスであり、その指名は、党内で緩りと慎重な拡張を好む派閥である「オールドフォギー」（頭が古い人の意）を宥めようとする試みでもあった。
1854年3月、ニューヨーク市からアラバマ州モービルに向かう通常の交易ルートにあった蒸気船ブラック・ウォリアーがキューバのハバナ港に寄港した。この船が船荷目録を提出できなかったとき、キューバの役人が船、積荷および乗組員を拘束した。いわゆるブラック・ウォリアー事件であり、アメリカ合衆国議会はアメリカの権利に対する侵害だと見なした。スーレがスペインに対して船を返還するよう発行した中身の無い最後通告は、両国の関係をさらに悪くするだけであり、スーレは1年間近くキューバ獲得の議論を封じられた。この事件は平和的に解決されたが、南部の拡張主義の勢いを増させることになった。
一方でマニフェスト・デスティニーの原理は時代が進むに連れて分派されていった。アメリカ合衆国は大陸全体を支配すべきと考える北部人もまだ居たが、大半はキューバの併合に反対し、特に奴隷州としての加入に反対した。ナルシソ・ロペスなど南部の後ろ盾をうけたフィリバスターは、キューバの独立に向けてキューバ国民の中にかなりの支持を得られたにも拘わらず、植民地政府を何度も倒そうとしては失敗していた。この島における一連の改革が、奴隷制度はいずれ廃止され、キューバは「アフリカ化」されると南部人に考えるようにさせた。アメリカ合衆国による奴隷制度擁護派の「侵略」の考え方は、新しく始められたカンザス・ネブラスカ法の議論の中で拒否されたので、国家の安全保障という名目での買収あるいは介入が、キューバ獲得のための最も受け容れられやすい方法と考えられた。

## マニフェストの作成

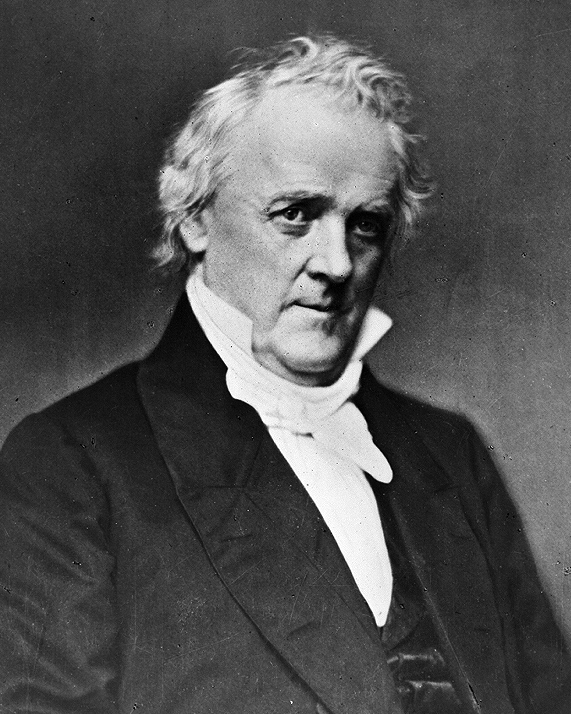
ジェームズ・ブキャナン、マニフェストを実際に執筆し、スーレの過激な言い回しを和らげたと考えられている

マーシーはスーレに、ブキャナンおよび駐仏大使のジョン・Y・メイソンと、アメリカ合衆国の対キューバ政策に関して会合を持つよう提案した。マーシーは以前スーレに宛てて、もしキューバ買収の交渉ができないならば、「次の望ましい目標、すなわちキューバをスペインおよびヨーロッパの列強の手から分離することに傾注するとよい」と記しており、この言葉遣いはスーレの計画の中に採用された可能性がある。著作家のデイビッド・ポッターとラーズ・シュルツはどちらも、マーシーの謎めいた表現にかなりの曖昧さがあると指摘しており、サミュエル・ベミスは、マーシーがキューバ独立に言及した可能性は認めたが、マーシーの真の意図を知ることは不可能なことも認めている。いずれにしても、マーシーは6月にピアース政権がキューバに関して宣戦布告するという考えを捨てたとも記していたが、ロバート・メイは、「会合の指示は非常に曖昧なので、ブラック・ウォリアー事件以降マーシーがスーレに宛てた多くの手紙が好戦的なものであり、大使達がピアース政権の意図を読み間違えた」と記している。
会合の場所について3人の外交官に小さな意見の不一致があった後に、1854年10月9日から11日までベルギーのオステンドで会し、続いて会議の報告書を準備するために1週間、エクス・ラ・シヤペルに移った。その結果作成されオステンド・マニフェストと呼ばれるようになる報告書は、「キューバが北アメリカ共和国の一員となることが必要であり、連邦が天の配剤になる温床であるところの諸州の大きな家族に属するのが自然である」と宣言した。
このマニフェストに述べられたキューバ併合の理由付けの中でも、アメリカ合衆国が介入しないままでキューバにハイチのような奴隷革命が起こる可能性に関する怖れが特筆される。このマニフェストでは、キューバ問題に行動を起こさなければ、「しかし、我々は我々の義務に対して臆病者であり、我々の勇敢な先祖に値しないものであり、我々の子孫に対して根本的な裏切りを犯すものである。キューバがアフリカ化され、第二のサントドミンゴ（ハイチ）になることを認めるべきだろうか。それは白人種に対する恐怖であり、我々自身の隣接する海岸にその火が及び、我々を現実に重大な危険に曝して、我が連邦の構造を費消させるものである。」と訴えていた。その多くがスペインによって広げられた人種的脅威から、キューバで可能性のある黒人暴動と、それが「野火のように」アメリカ合衆国まで広がってくることに関して、国内の緊張と心配をもたらすとしていた。かくしてこのマニフェストは、スペイン植民地が拒んだ場合に、アメリカ合衆国がキューバをスペインから「奪うことが正当化される」と明記していた。
スーレは元ルイジアナ州選出のアメリカ合衆国上院議員であり、カリブ海と中央アメリカにアメリカ合衆国の影響力を及ぼすことを求めた「若いアメリカ運動」の一員だったが、オステンド・マニフェストの主たる骨格を作った者とされている。ただし、経験を積み慎重な性格のブキャナンがこの文書を執筆し、スーレの過激な表現を和らげたと信じられている。スーレは当時のアメリカ合衆国の外に南部の影響力を広げることを熱心に求めており、マニフェスト・デスティニーを単純に信仰し、アメリカ合衆国によって「大陸全体とその付属物を吸収できる」と予告していた。メイソンはバージニア州生れであり、この文書に表現される感情を以前から抱いていたが、後にその行動を後悔することになった。ブキャナンはその拡張主義的な傾向にも拘わらず正確な動機は不明なままであるが、大統領になりたいという野望に動かされたという説が示唆されてきた。事実、ブキャナンは1856年の大統領選挙で当選した。歴史家ジェイムズ・ローズは1893年に「この3人の性格を計算すると、スーレが後に暗示したように、その仲間を丸め込んだという結論には効し難いものがある」と記すことになった。
大胆なスーレはこの会談のことを秘密にしなかったので、マーシーはそれを悔やんだ。ヨーロッパとアメリカ合衆国双方の新聞は、会談の報告書が無かったとしてもそれに気付いていたが、当時は戦争と中間選挙のことで一杯だった。中間選挙では民主党が議会で少数党になり、新聞の論説はピアース政権の秘密主義を攻撃し続けていた。少なくとも「ニューヨーク・ヘラルド」1紙は、歴史家のブラウンが「オステンドでの結論の真実に迫る報告」と呼ぶものを掲載し、「ピアース大統領はそれが情報漏えいに基づくのではないかと怖れ、事実そうだった可能性がある」としている。ピアースはそのような噂を確認することで政治的な反動を怖れ、1854年末の議会における一般教書演説でもそのことに触れなかった。このことで、下院における反対派がマニフェストの公開を要求することになり、その制作から4か月後に全文公開されることになった。

## 余波

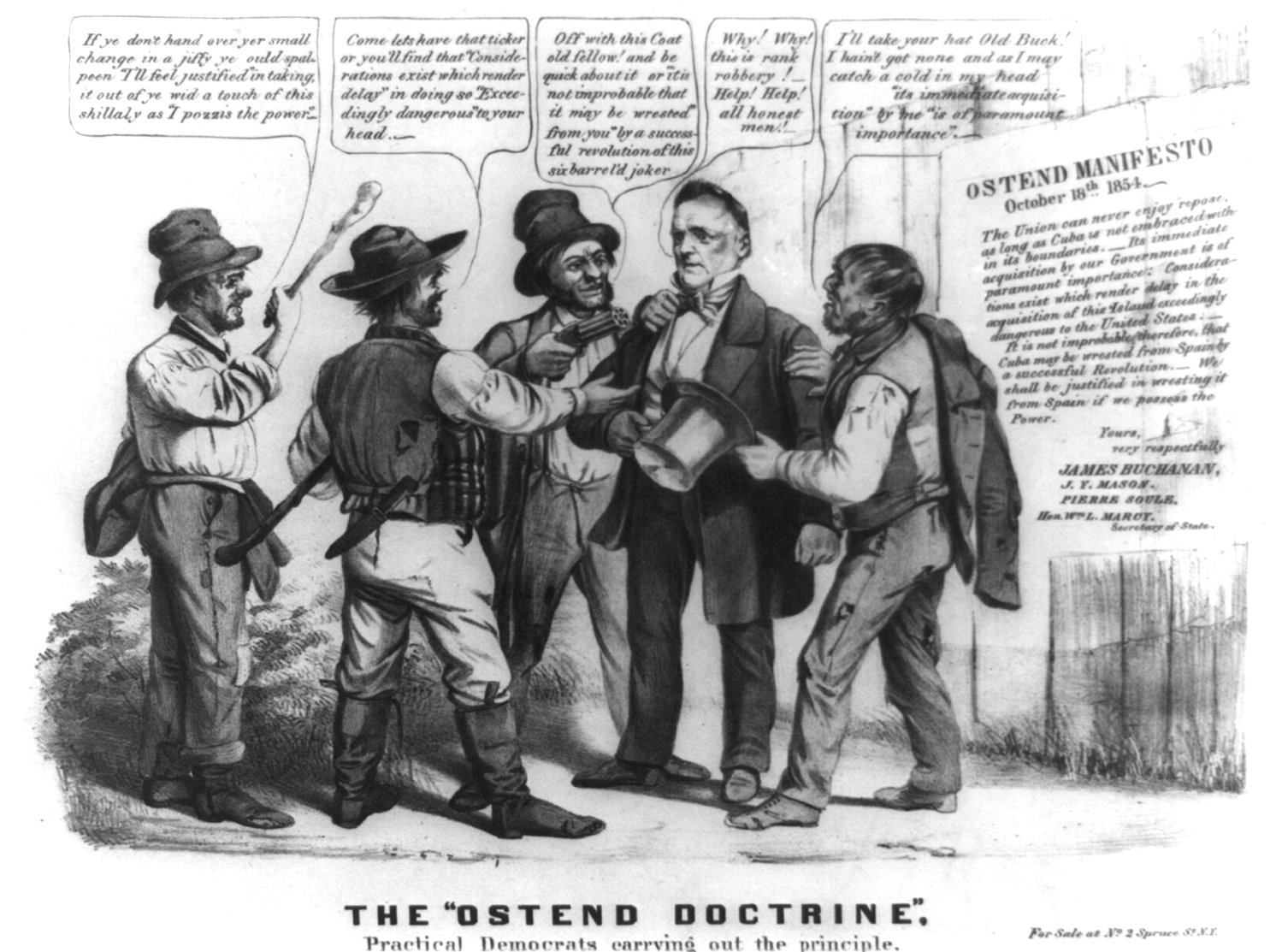
ヤクザに囲まれるジェームズ・ブキャナンの政治風刺漫画、ヤクザのせりふはオステンド・マニフェストで彼から奪うことを正当化している。題には「オステンド原理」とされている

マニフェストが公開されると、それが南部人による奴隷制度拡大のためのものだと見た北部人を激怒させた。自由土地党は近い過去に逃亡奴隷法（1850年妥協の一部として成立）に怒らされたところであり、「ニューヨーク・トリビューン」編集者ホレス・グリーリーの言う「盗賊のマニフェスト」を違憲状態だと非難した。当時、「血を流すカンザス」と呼ばれようになる事件が起こっており、奴隷権力の敵にとって鬨の声として使われた。キューバ併合の動きは下火になったが消えてはおらず、再び動き出すのは南北戦争が終わってからとなった。
ピアース政権はこの出来事で修復できないほどの打撃を受けた。ピアースは南部側に大変同調的であり、オステンド・マニフェストが民主党の分裂に力を貸すことになった。国際的には、スペインにとってまたヨーロッパ中の列強にとって脅威と映った。マドリード、ロンドン、パリでは素早く非難の声が上がり、ピアース政権が遺した良好な関係と考えられるものを保護するために、スーレはキューバに関する議論をやめるよう命令され、スーレは即座に辞職した。オステンド・マニフェストの反動として、ピアースはそれ以上合衆国を拡張する計画を放棄し、南部の利益になる奴隷制度を維持しようという意図にとって、「その価値以上のものを支払わせたいわれの無い紛争」の一部として語られるようになった。
1856年の大統領選挙で、ブキャナンは楽勝で当選を果たした。キューバ併合の問題には関わり続けたが、大衆の反対と派閥間の抗争が高まる中に埋没した。南北戦争から30年後、米西戦争のときになって初めて所謂キューバ問題が脚光をあびることになった。